# باغ عفیف‌آباد
باغ عفیف‌آباد یا گلشن از آثار تاریخی شهر شیراز است. این باغ در محله عفیف آباد در بلوار ستارخان شیراز جای گرفته‌است و هم‌اکنون در اختیار ارتش قرار دارد و یکی از بزرگ‌ترین موزه‌های ارتش خاورمیانه در آن وجود دارد. این باغ از املاک شخصی ایل ذوالقدر (یعقوب خان ذوالقدر)، حاکم فارس در زمان صفویه بوده‌است. باغ عفیف آباد نمونهٔ کاملی از هنر گل‌کاری ایرانی است. سازنده عمارت باغ، میرزا علی محمدخان قوام الملک دوم است که در سال ۱۲۸۴ ه‍.ش آن را احداث نمود. این باغ در عفیف آباد که یکی از مناطق اعیان‌نشین شیراز است جای دارد و مجموعه در سال ۱۸۶۳ میلادی ساخته شد. این مجموعه شامل یک کاخ سلطنتی، موزه سلاح‌های قدیمی و یک باغ ایرانی است که همگی برای بازدید همگانی فراهم هستند. این مجموعه با شماره ۹۱۳ و در سال ۱۳۵۱ در فهرست آثار ملی ایران به ثبت رسیده‌است.

## تاریخچه
باغ عفیف‌آباد با وسعتی حدود ۱۲۷۰۰۰ متر مربع (۱۳ هکتار) از زیباترین باغ‌های تاریخی شیراز است. این باغ در دوره صفویه از املاک شخصی خان ذوالقدر (حاکم فارس) و باغ‌های مهم و گردشگاه پادشاهان بود. در این دوران این باغ توسط شاهان صفوی مورد استفاده قرار می‌گرفته. در زمان قاجاریه، میرزا علی خان قوام الملک این باغ را خریداری و اقدام به نوسازی باغ و درختان کرد و عمارتی زیبا و آراسته در آن بنا نمود. قوام دوم قناتی در نزدیکی باغ را برای آبیاری آن خریداری کرد. در اواخر دوران قاجار این باغ به دست عفیفه خانم، خواهر زاده بانی باغ می‌رسد. وی در این باغ دگرگونی و بهسازی گسترده‌ای پدیدآورد و به همین جهت پس از آن این باغ به نام عفیف آباد معروف می‌شود. اما وارثین باغ در زمان پهلوی آن را به فرح پهلوی همسر محمد رضا شاه هدیه می‌دهند. در سال ۱۳۴۰ ارتش در مزایده این باغ را خریداری می‌کند تا اینکه پس از انقلاب اسلامی و به کوشش ارتش جمهوری اسلامی و هم‌زمان با روز ارتش در تاریخ ۲۹ فروردین ۱۳۷۰، باغ عفیف آباد به موزه نظامی شماره ۲ کشور مبدل می‌شود.

## معماری
این باغ یکی از کهن‌ترین باغ‌های شیراز است، از همین رو سادگی دیرینهٔ خود نگهداشته‌است. سردر باغ دارای چهار ستون گچی ساده است و سرستون‌های آن‌ها با الگو گرفتن از سرستون‌های تخت جمشید طراحی شده‌است. در پیشانی سردر نگاره دو شیر دیده می‌شود به گونه‌ای که گویی در را در میان پنجه‌های خود گرفته‌اند. پس از گذر از در، دالانی که آن را به فضای اصلی باغ پیوند می‌دهد. در سوی دیگر در و بر پیشانی دهلیز آیین تاج‌گذاری یکی از پادشاهان ساسانی به چشم می‌خورد.
ساختمان کاخ دارای دو طبقه است که در آن نزدیک به ۳۰ اتاق تالار وجود دارد. در شمال و جنوب تالار دو بخاری از سنگ مرمر تراشیده شده‌است. طبقه پایین موزه نظامی شده‌است و در آن آب‌نمای زیبایی ساخته شده و سوی خاوری آن با پنجره‌های رنگین ساخته شده‌است. این طبقه با سه پلکان به طبقه دوم راه می‌یابد. طبقه دوم راهروی بلندی دارد که در دو سوی آن اتاق‌های تو در تو جای دارد. در مرکز این طبقه تالاری بزرگ و باشکوه وجود دارد. سقف تالار چوبی است و به نقش‌های گل و بوته، شکارگاه و بزم و شادی آراسته شده‌است. دورادور دیوارها گچ‌بری و مقرنس‌کاری شده و درها و پنجره‌ها از شیشه‌های ساخته شده‌اند. در این طبقه «موزهٔ عبرت» قرار دارد که دربردارنده اتاق‌های همایش، رخت‌کن، نشیمن، مطالعه، پذیرایی و قمارخانه است.
در پیشانی ساختمان نگاره‌ای از تاجگذاری یکی از پادشاهان ساسانی با کاشی آراسته شده‌است. در اصلی ساختمان در سمت شمال است که از مسیر پلکان سنگی به تالار سرپوشیده می‌رسد. نمای شرقی عمارت دربرگیرنده ایوانی بزرگ و زیباست که در تمام طول بنا کشیده شده‌است. نمای غربی آن بسیار ساده است. ایوان جنوبی نیز از دید آذین بندی‌ها همانند ایوان شمالی است. در جلو ایوان بزرگ عمارت چهار ستون بلند ساخته شده‌است و سقف آن با قطعات چوبی پوشیده شده‌است. سر ستون‌های ایوان با الهام از نقش‌های تخت جمشید گچ بری شده‌است. همچنین در جلوی ساختمان نیز استخر بزرگی وجود دارد که راه اصلی باغ از جلو آن آغاز می‌شود.
معماری این باغ آمیزه‌ای از ویژگی معماری دوران هخامنشی، ساسانی و قاجاریه است.

## موزه نظامی
در این موزه مجموعه‌ای از سلاح‌های سرد و گرم، خودکار و نیمه خودکار، انواع شمشیر، زره، نیزه، کلاه خود، سپر، انواع تفنگ‌های سرپر، سنگ چخماق، تفنگ‌های شکاری، تپانچه و انواع مسلسل نگهداری می‌شود.
از سلاح‌های با ارزش در این موزه می‌توان به تفنگ‌های شخصی فتحعلی‌شاه، ناصر الدین شاه، مظفرالدین شاه، رضا شاه، محمد رضا شاه و همچنین اسلحه‌های رزمندگان نهضت جنگل و مسلسل آب‌انباری رئیس علی دلواری اشاره کرد.

## قهوه‌خانه سنتی و حمام خزینه‌ای
ساختمان قهوه‌خانه به شیوه معماری ایرانی ساخته شده‌است. دیوارهای قهوه‌خانه با آجر ساخته شده در میانه قهوه‌خانه حوض کوچکی وجود دارد. این قهوه‌خانه دارای شش حجره می‌باشد که آراسته به نقوش شاهنامه فردوسی می‌باشد و با ظرافت و زیبایی خاصی بر روی کاشی کشیده شده‌است. از آن میان این نقاشی‌ها می‌توان «داستان ضحاک و کاوه آهنگر»، «داستان زال و سیمرغ»، «نبرد رستم و سهراب»، «نبرد تهمتن و دیو سفید» و «نبرد رستم و اسفندیار» را نام برد.
ساختمان حمام هم بر اساس شیوه سنتی حمام‌های سنتی ایران بنا شده‌است. این حمام دارای دو خزینه آب سرد و گرم می‌باشد که از جاسازی دیگ مسی در کف خزینه، آب گرم فراهم می‌شده‌است. حمام کهن باغ در پشت‌بام دارای مناره و قبه است. در دیوارهای این حمام نقش‌های برجسته‌ای به چشم می‌خورد، که از آن میان می‌توان به «فرهاد در کوه بیستون»، «دیدار مردم با خسرو پرویز ساسانی»، «صحنهٔ ورودی یوسف به جمع زنان مصری» اشاره کرد.

## نگارخانه

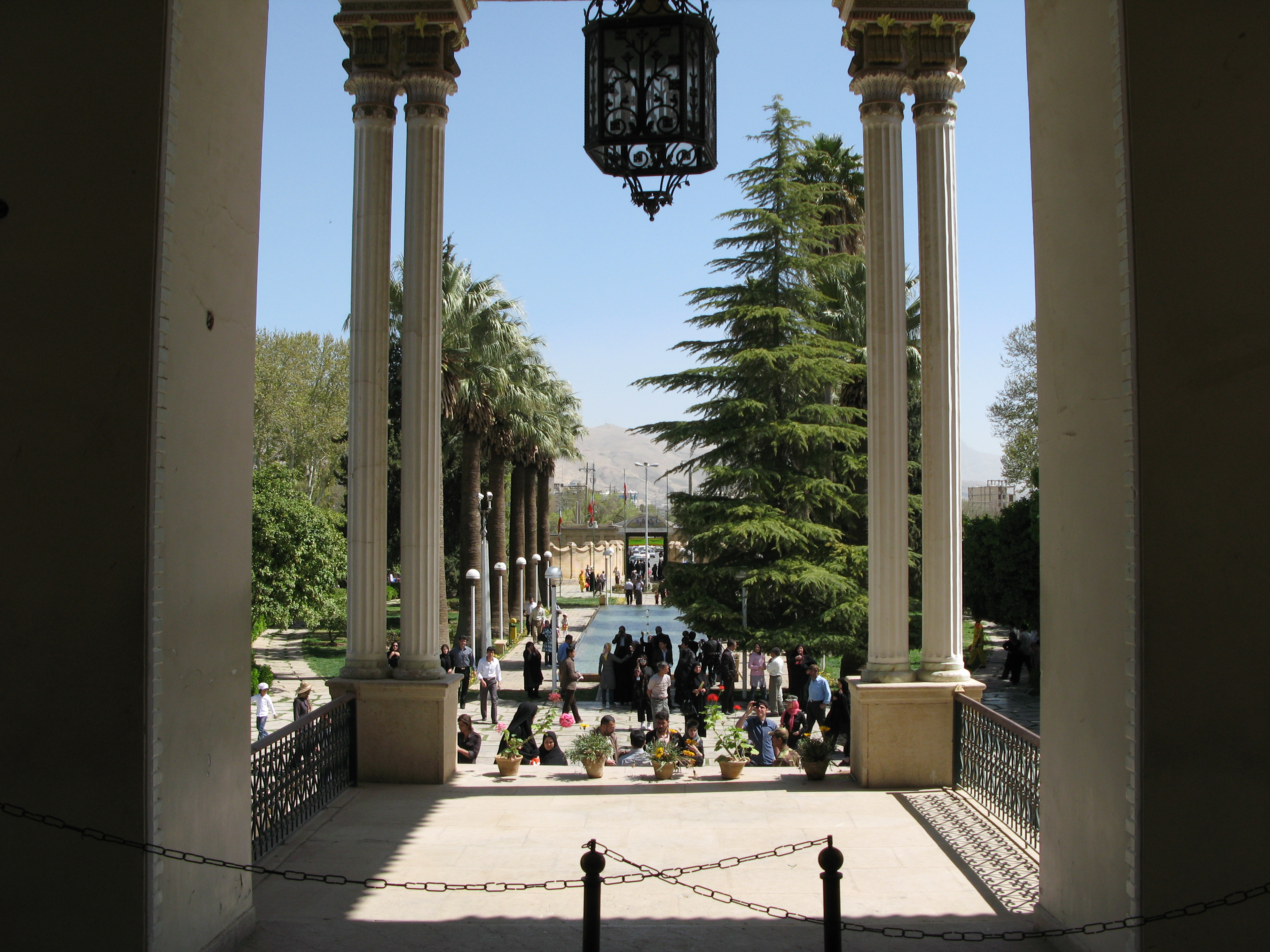
باغ یا عمارت عفیف آباد شیراز
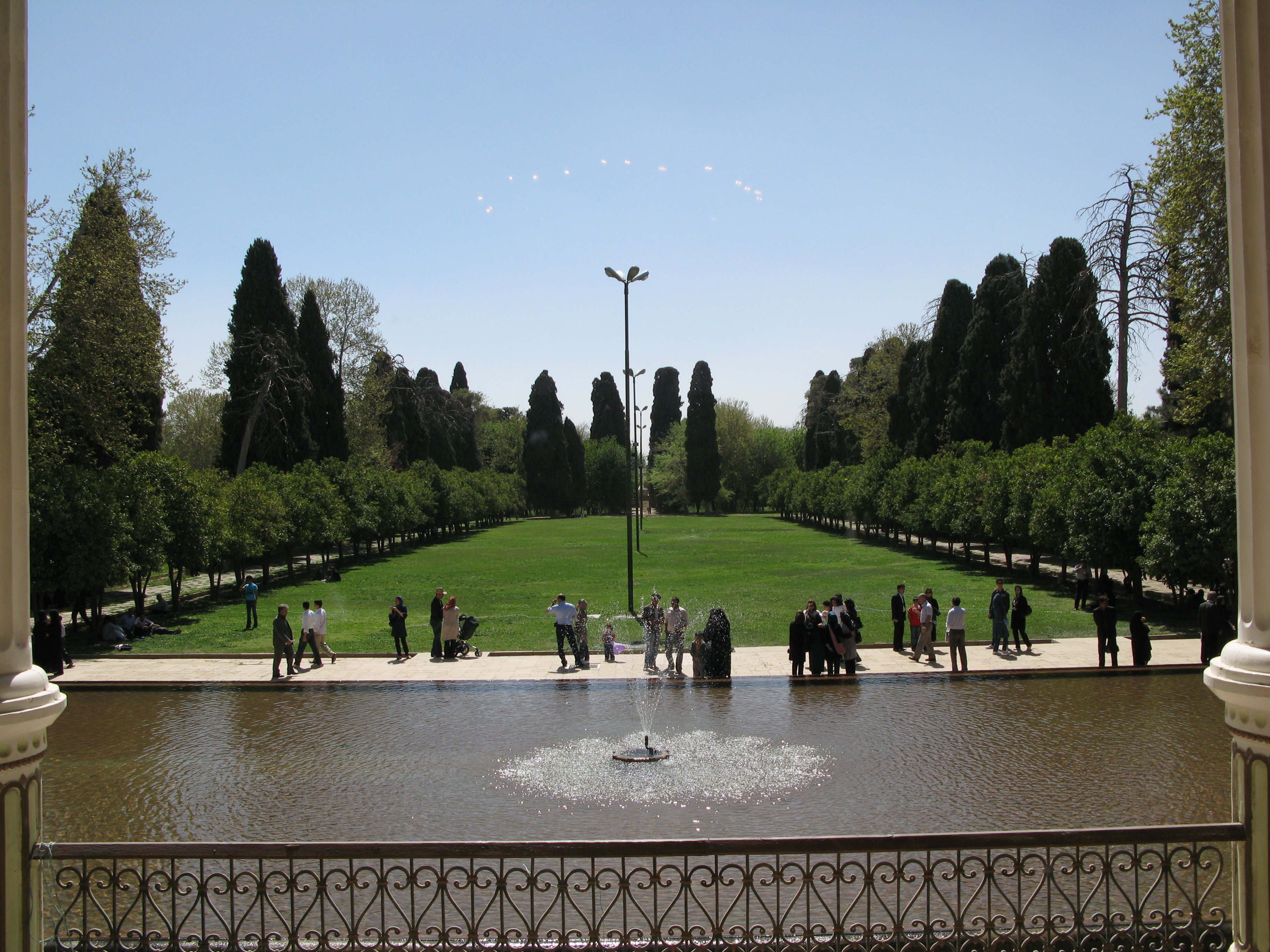
باغ عفیف آباد شیراز
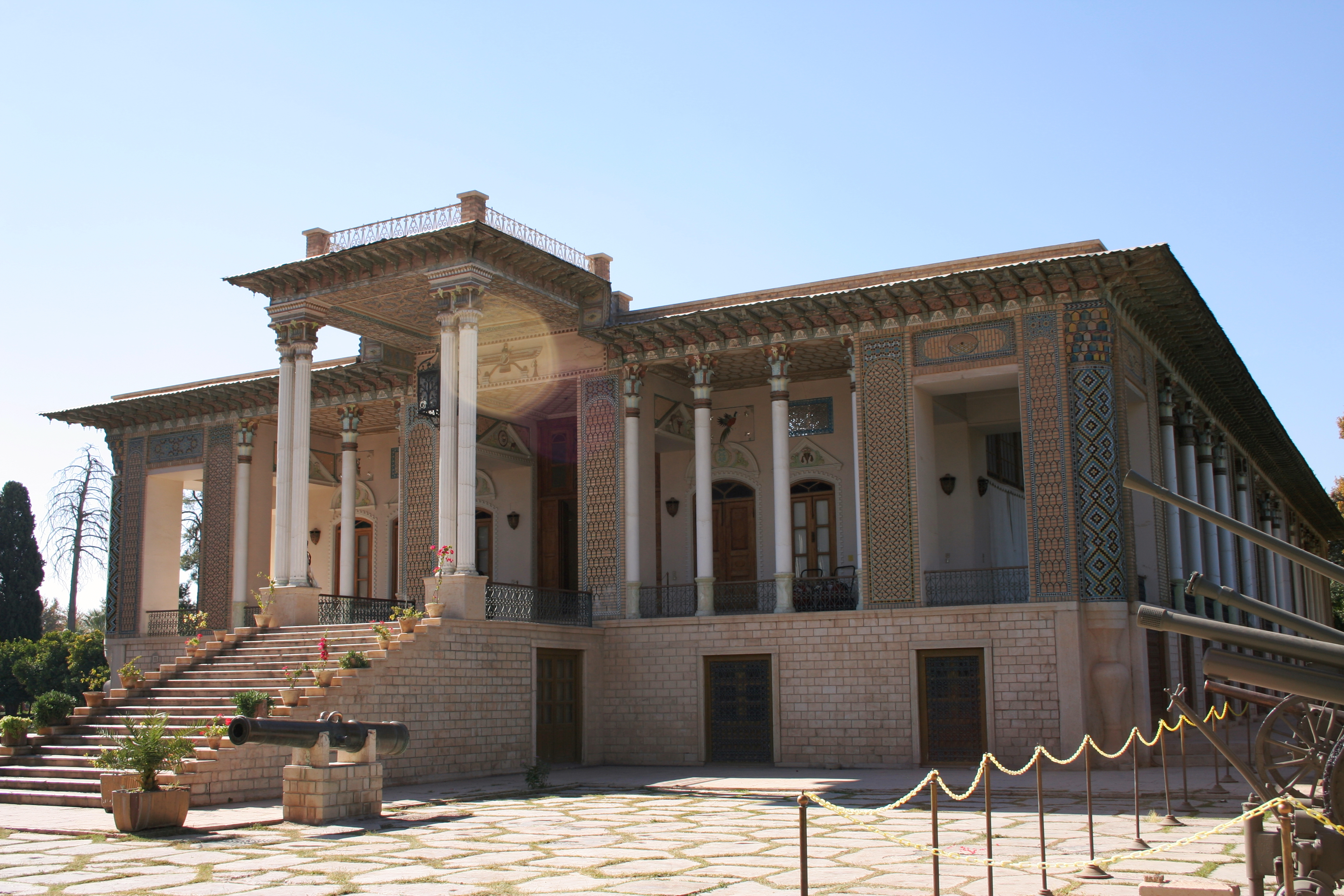
سمت شمالی ساختمان باغ عفیف‌آباد
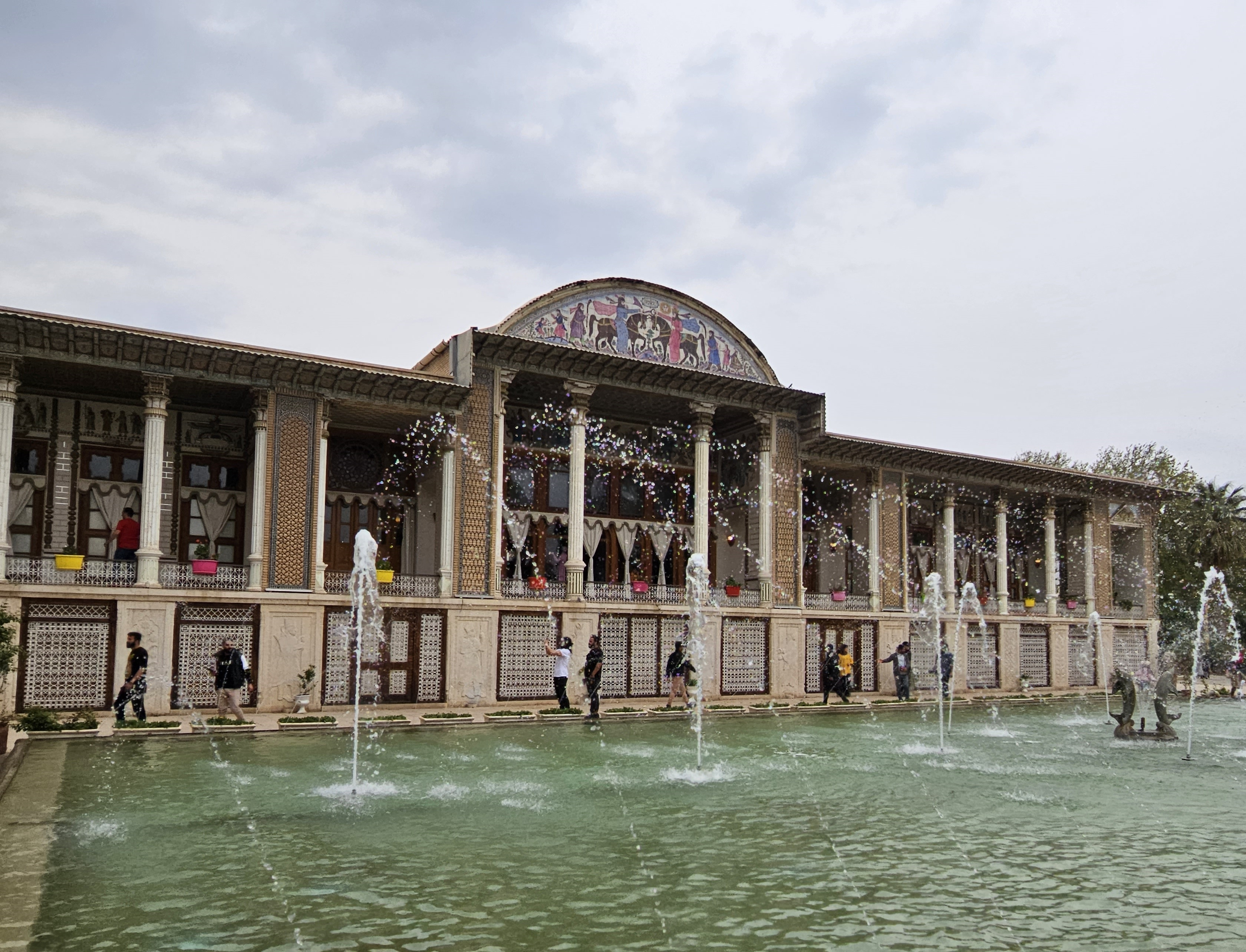
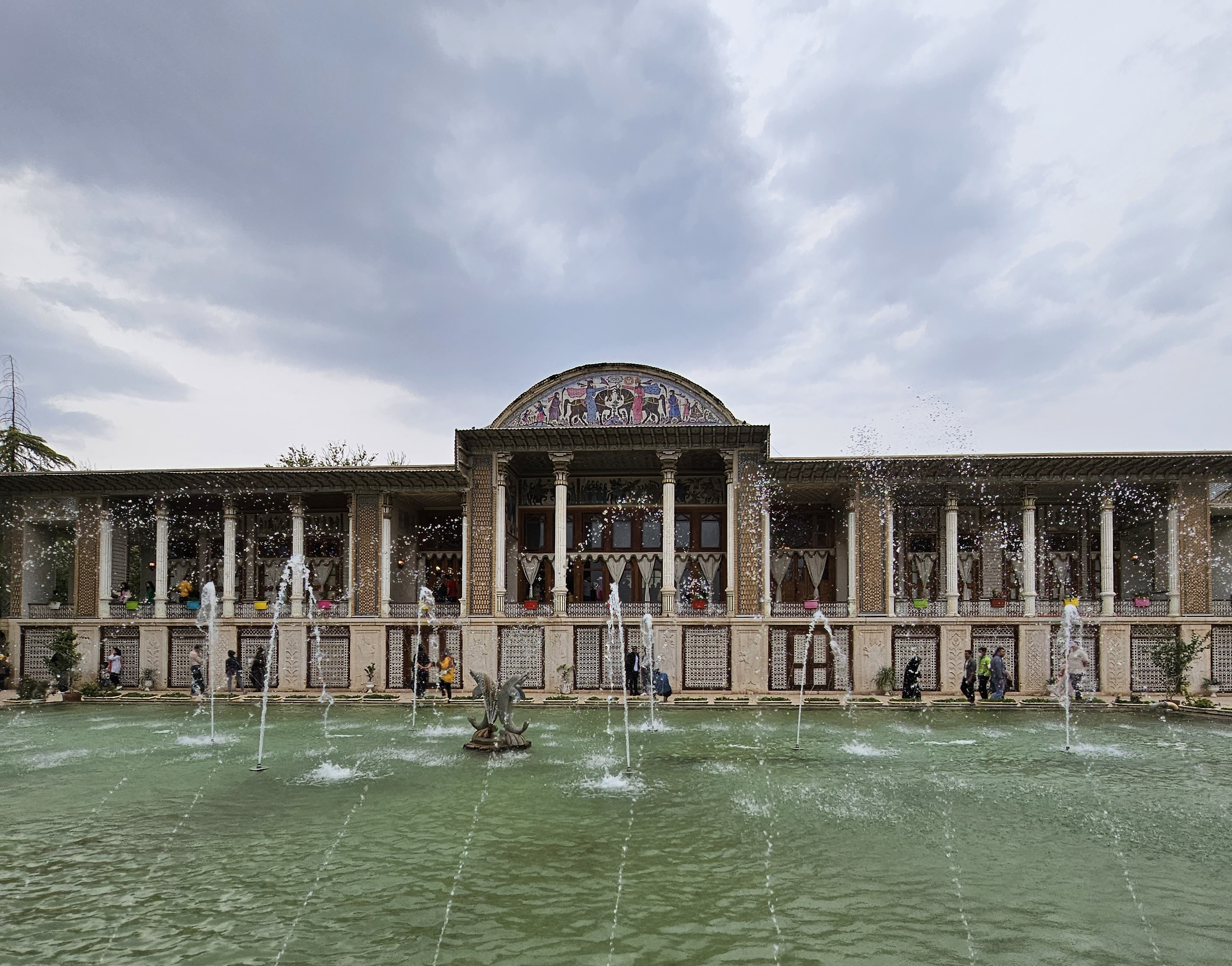
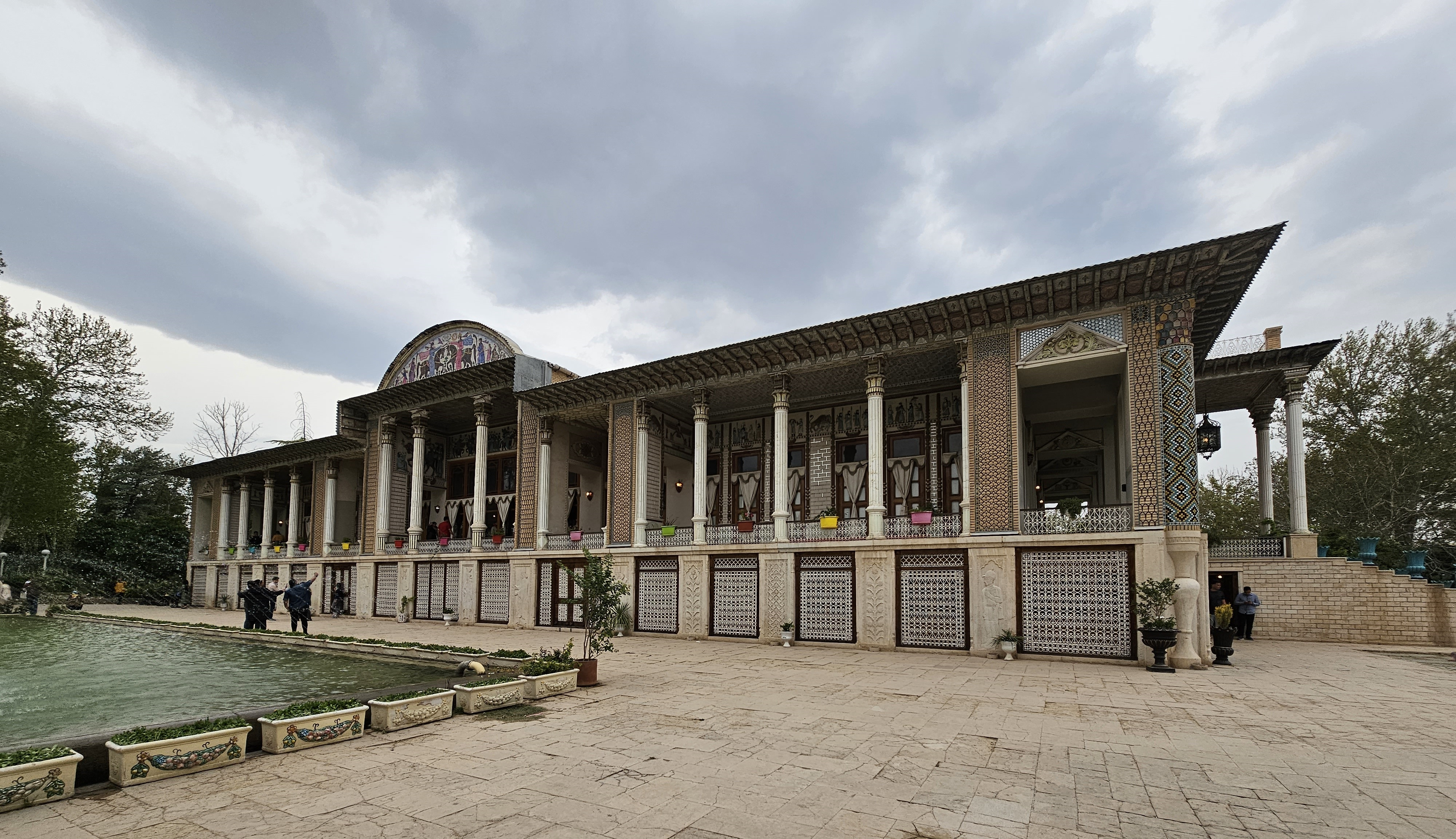
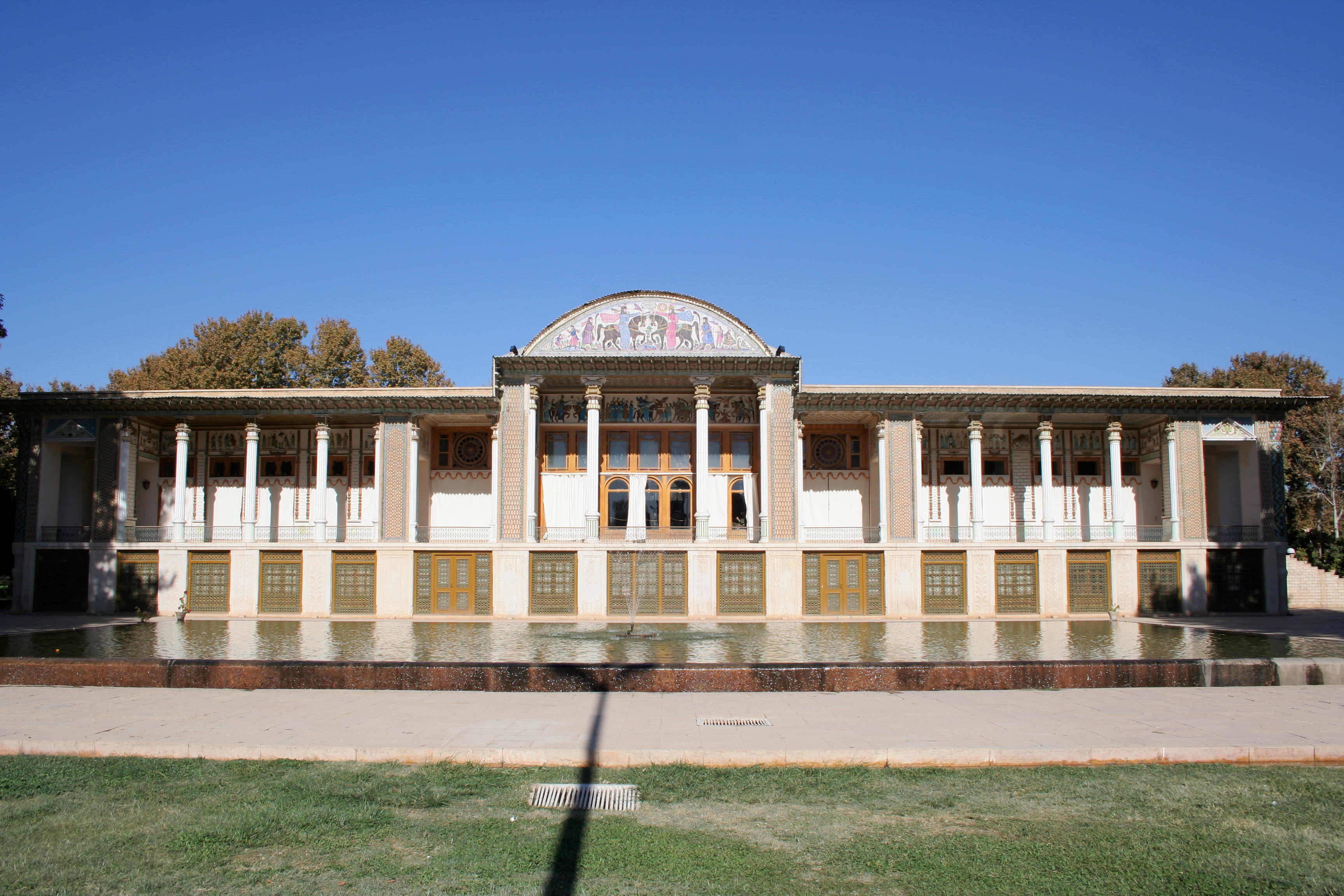
چشم‌اندازی از باغ و عمارت عفیف‌آباد
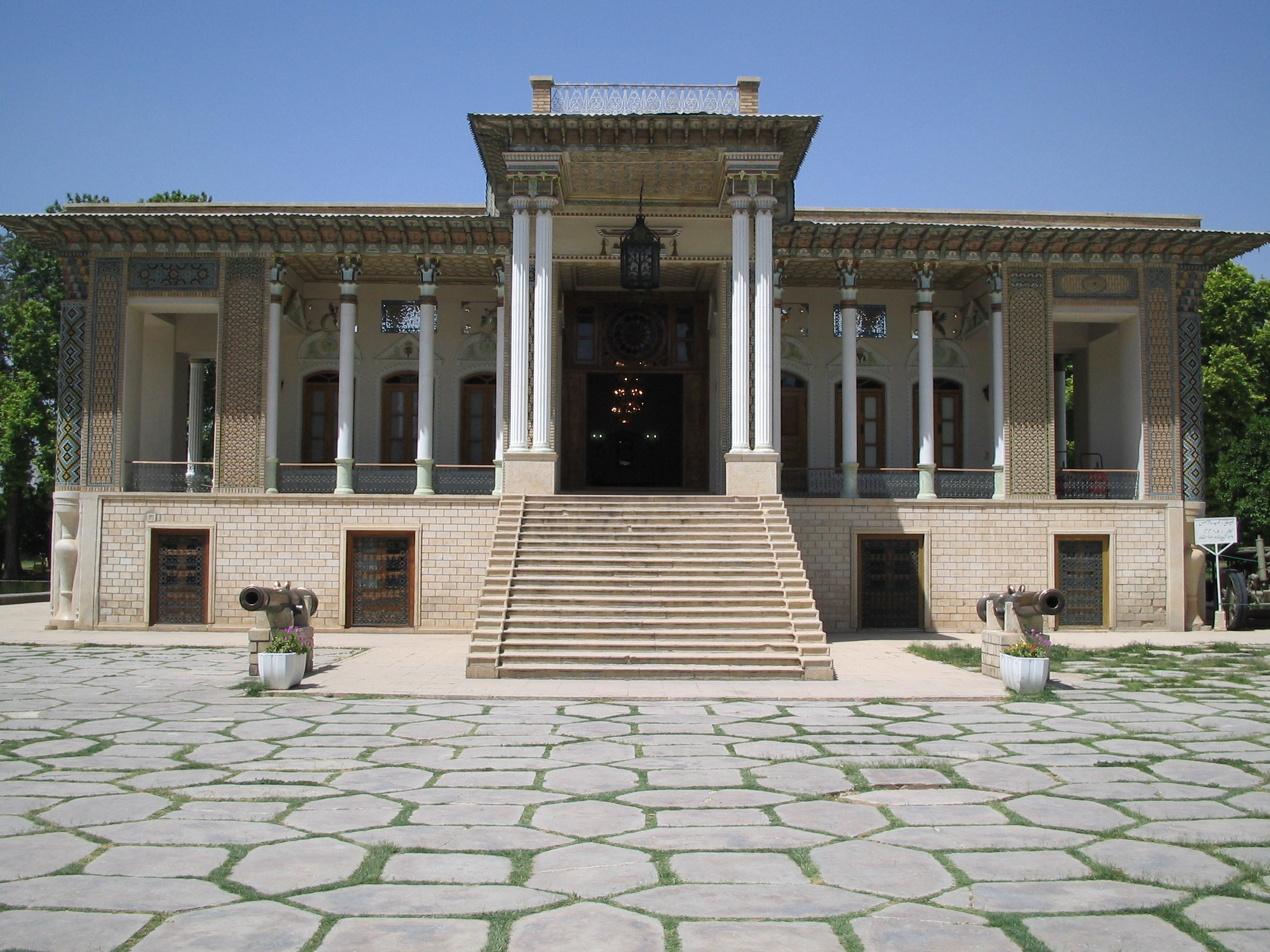
نمای نزدیک ساختمان درون باغ
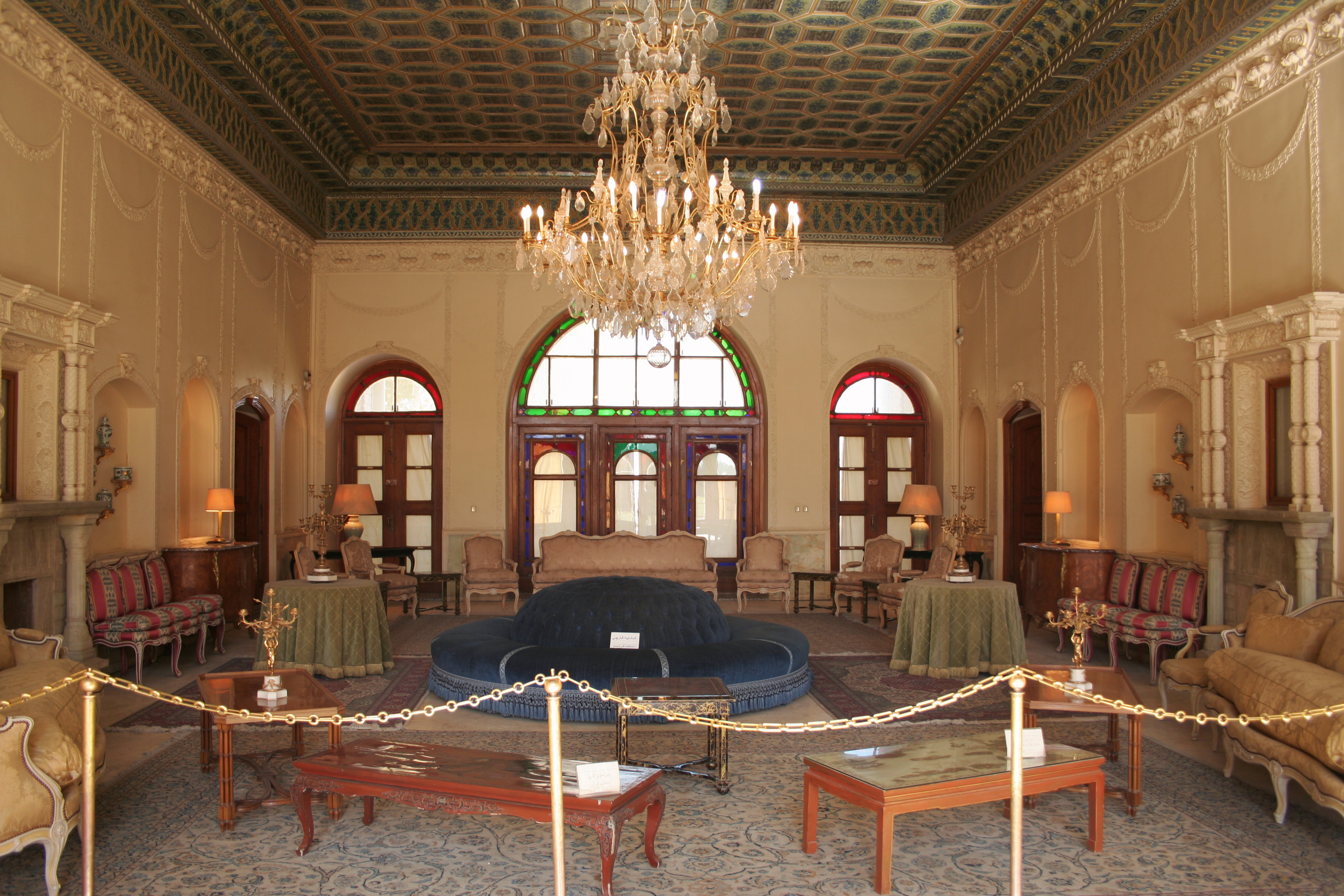
تالار باغ
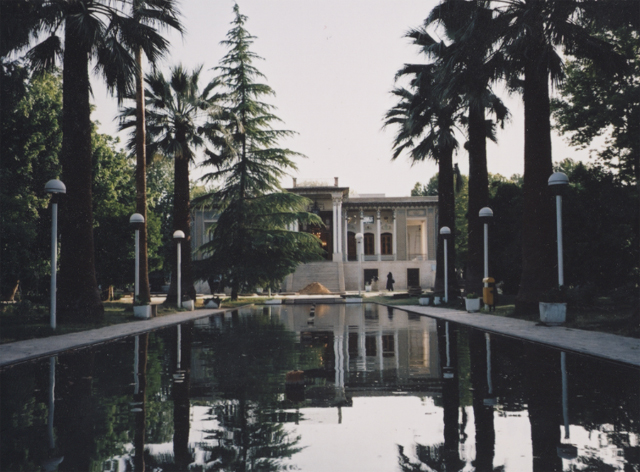
نمایی از استخر باغ
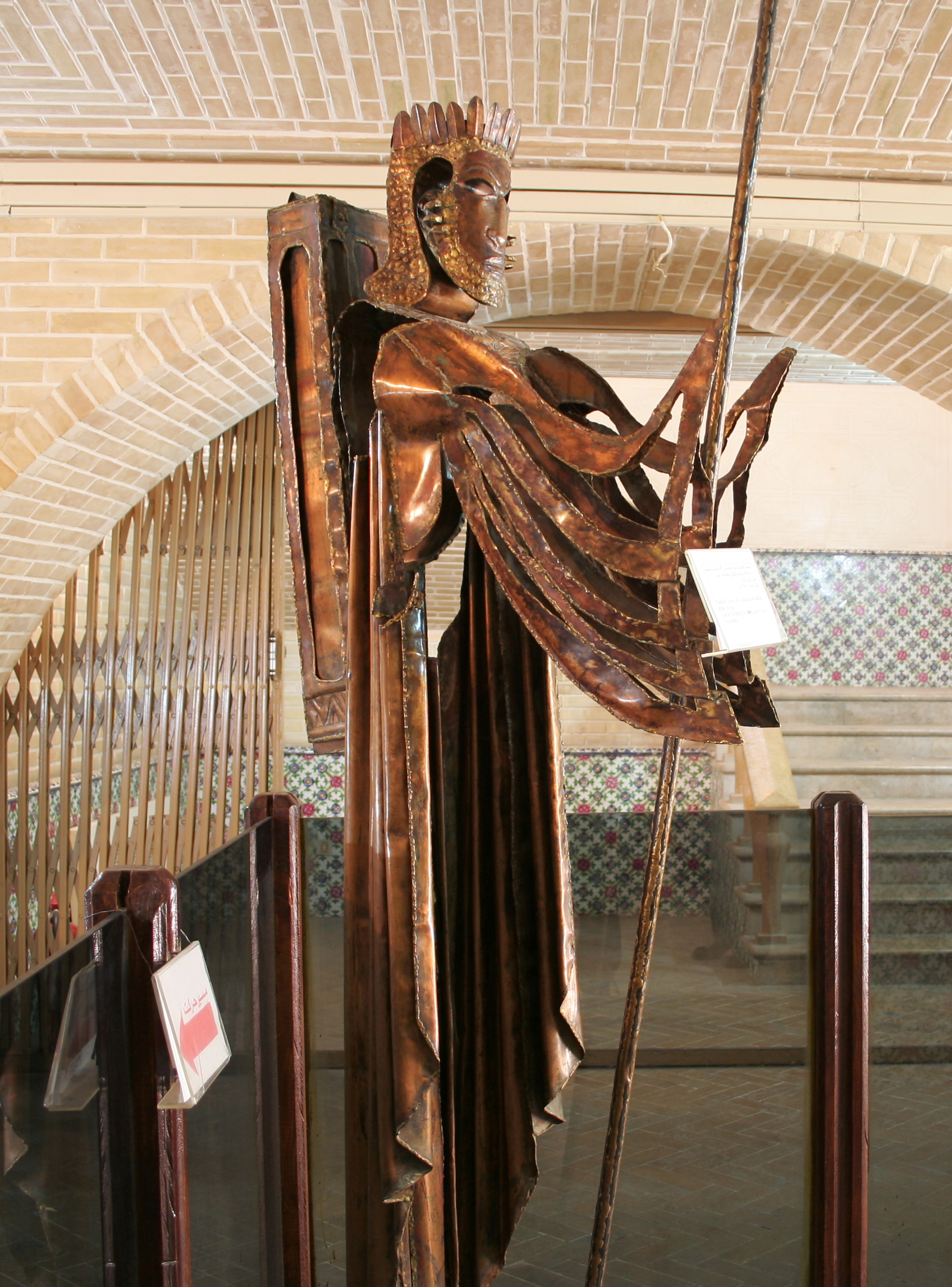
تندیس یک سرباز هخامنشی
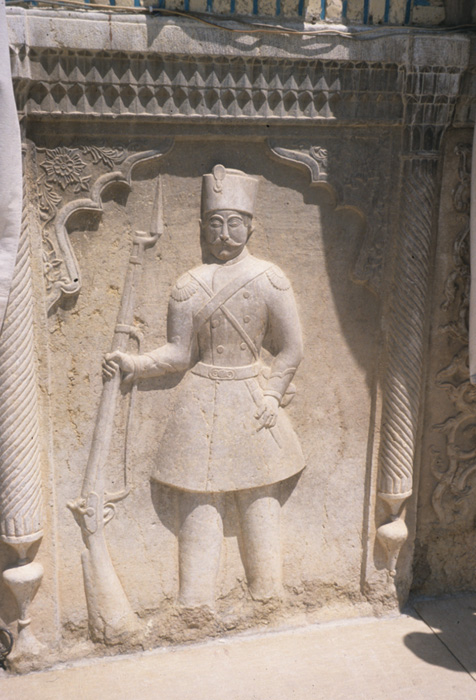
نقش برجسته یک سرباز قاجار
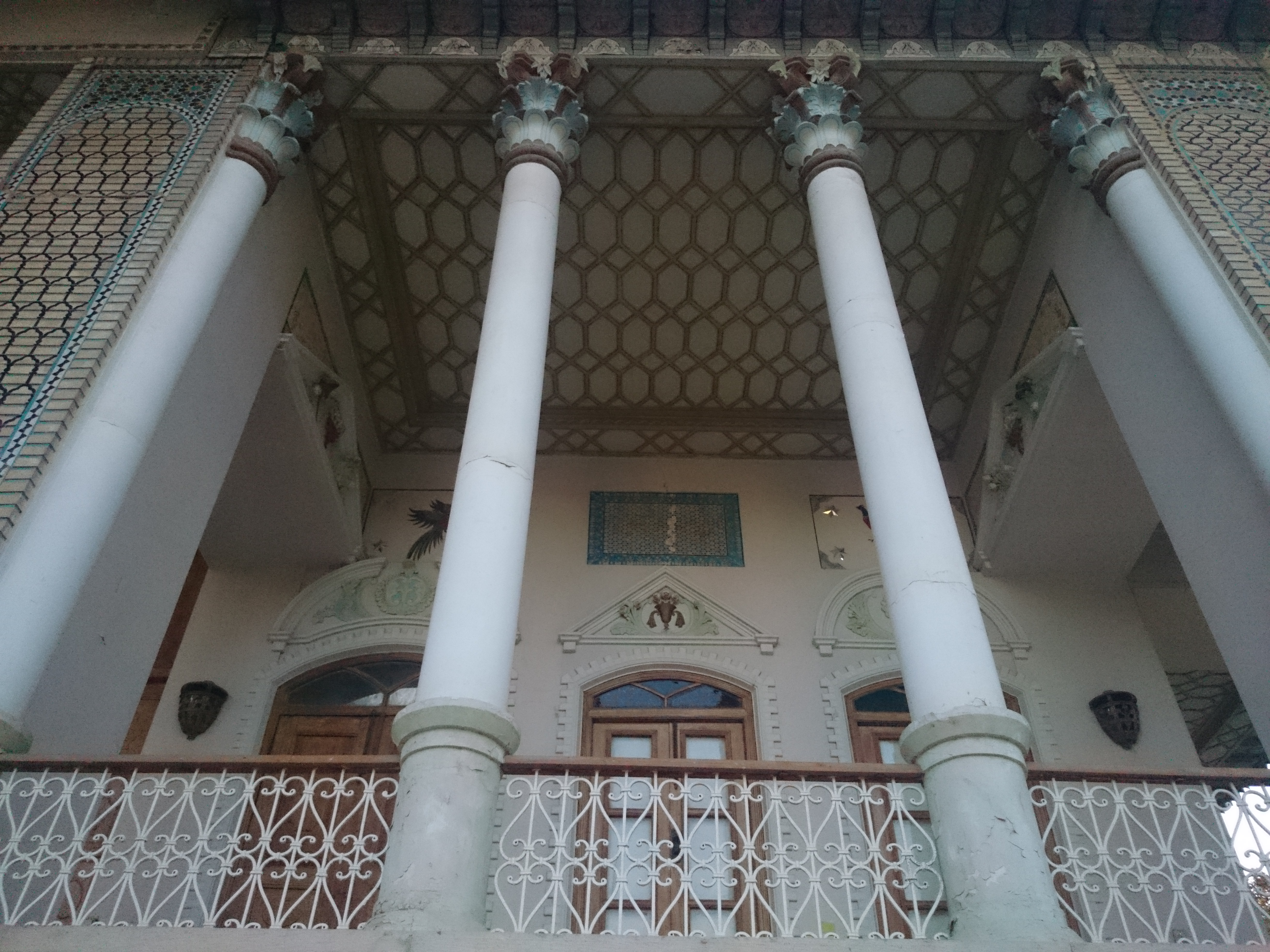
ایوان کاخ
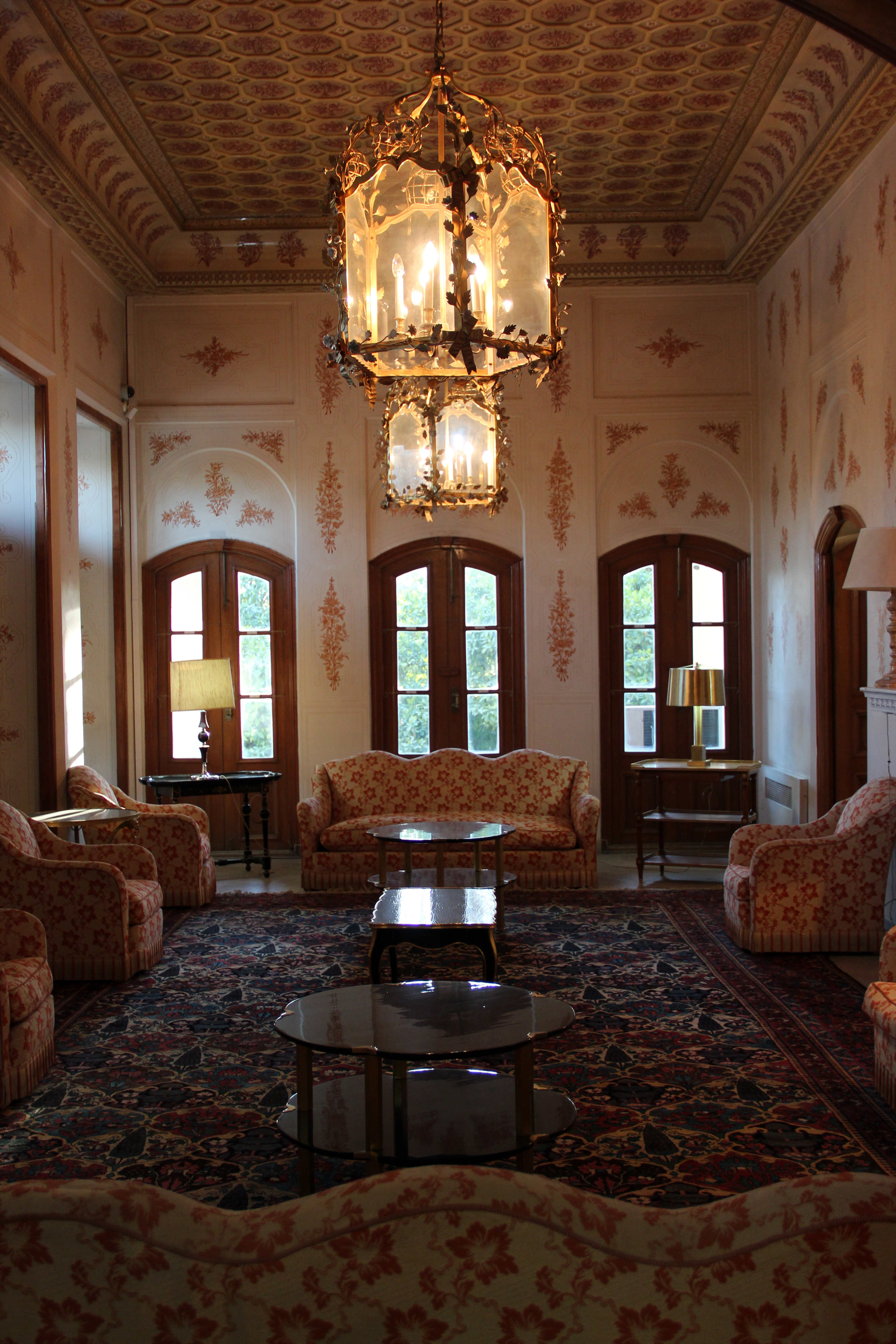
نمای داخلی